# Barringtonia acutangula
Barringtonia acutangula (L.) Gaertn. è una pianta della famiglia Lecythidaceae, diffusa in Asia e Australia.

## Descrizione
È una pianta sempreverde di 10-15 metri di altezza, dalla corteccia marrone scuro forte e fibrosa e dai giovani rami grigi. I Fiori sono di colore rosso cupo, disposti in grappoli pendenti.

## Distribuzione e habitat
La specie è nativa dell'Asia meridionale e dell'Australasia settentrionale, diffusa dall'Afghanistan a ovest fino alle Filippine e l'Australia nordoccidentale a est.
È una specie tipica delle mangrovie delle zone umide costiere.

## Usi
La pianta è utilizzata come veleno per i pesci, per il legname e per scopi medici dalla medicina tradizionale.